# 지식iN
지식iN(지식인)은 네이버 사용자 사이의 지식 교류 서비스이다.  사용자가 올린 질문이나 궁금한 내용, 고민에 대해 다른 사용자들이 자발적으로 답을 달면서 지식을 주고받는다. 2002년 10월, 정식 서비스를 시작했으며, 2012년 9월을 기준으로, 올라온 질문의 수는 1억 건을 넘어섰다. 2019년 6월 기준으로, 누적 답변수는 325,225,759개이다. 최근에는 변호사, 의사 등 전문가 상담을 도입하여 신뢰도를 높이고 있다.
2012년 네이버측에 따르면, 지난 10년간 1억 건의 질문이 지식iN에 올라왔으며, 질문을 올린 이용자는 천3백만 명, 답변을 올린 이용자는 7백만 명에 달한다.

## 문제
- 이상한 질문과 답변

드물게 지식인에 이상한 질문이나 답변이 올라오기도 한다. 대표적으로 "라조육이사이"라는 이상한 말이 들어간 질문이 올라오기도 하고, 수위 높은 질문이 올라오기도 해 사용자들을 불편하게 하기도 한다.
장난글도 많이 올라온다.

## 활동
지식iN에서는 로그인, 질문, 답변 등의 활동과 추천을 할 때에 내공이라는 일종의 포인트가 적립된다. 이 포인트는 자신이 질문을 할 때 대가로 답변자에게 제공할 수 있게 된다. 또한 네이버 지식iN에서는 스마트 에디터 서비스를 개시하여 첨부기능도 한층 강화되었다. 그리고 네이버 지식iN은 2008년 2월 26일부로 새로운 등급제도를 시행해 오며 초수 등급도 신설되었으며, 등급 만족조건 제도를 도입하였지만 지식스폰서 제도는 2008년 6월 2일자로 폐지되었다.
또한 지식iN은 지식 영향력이라는 또 하나의 제도도 적용된다.
2015년 4월 8일부로 등급제도가 새롭게 개편되었다. 원래 15개의 등급으로 구성되었고 가장 최고 등급이 '태양신'이었으나 태양신 위로 등급 4개(은하신, 우주신, 수호신, 절대신)이 신설되었다.
2015년 11월 25일, 객관식질문(선택형 질문)을 도입하였다 객관식질문 관련 공지사항 보관됨 2020-11-29 - 웨이백 머신
질문 채택에는 질문자가 직접 답변을 채택하는 '질문자 채택 답변'과 다수의 네티즌들이 긍정적인 표정을 클릭하여 선택하는 '지식인 채택 답변'이라는 2가지 방법이 존재한다.

## 평가
지식iN의 유용성은 다음과 같은 것들을 꼽을 수 있다.
- 일상생활과 관련된 효용성 있는 지식을 제공하여 문제에 대한 구체적인 대안과 방법을 제시하는 데 강점이 있다.
- 질문자의 신상이 공개되지 않기 때문에 오프라인에서 질문하기 곤란한 내용도 비교적 제약 없이 올릴 수 있다.
- 일상 생활과 관련된 신변 잡기적인 것부터 이론적이고 추상적인 전문적 분야까지 다양한 내용의 지식을 활용할 수 있다.

반면 위키와 비교할 때의 네이버 지식iN의 특징은 다음과 같은 것들을 꼽을 수 있다.
- 전문Q&A의 경우 오픈사전이나 지식Q&A와는 달리 지식을 등록하는 자격이 제한이 있으며, 다른 서비스들도 이용자의 질문 답변은 업로드한 본인 외에 다른 사람이 수정할 수 없다는 점에서 개방성이 떨어진다.[4]
- 위키의 경우 참여자는 정보를 제공하여 공익에 기여한다는 정신적 만족을 얻고, 이 만족감을 통해 위키 내용물의 질적 향상에 더욱 힘을 쏟는 심리적 선순환 효과를 발생시킨다. 이에 비해 지식iN의 경우 지식의 기여는 자본의 논리에 근거한 내공 및 전문가 지수(신용등급의 개념)로 보상을 받는다.[5]
- 지식iN의 정보는 네이버 포털 사이트 내에서만 검색이 가능하며 이는 지식iN을 개방형 집단지성 모델로 발전시키는 데 있어 장애물이 된다.[5]
- 질문 하나에 답변1, 답변2...가 달리는 선형적이고 비유동적, 고정적 텍스트 구조를 갖고 있으며 이는 잘못된 답변이나 지식을 사용자들이 수정하기 어렵게 만드는 원인이 된다. 조사 결과 잘못된 내용이 수정되거나 보완되지 않은 채 채택되는 답변 비율이 약 35퍼센트에 이르는 것으로 드러났다.[6]
- 네이버 지식in의 글 중에는 장난글이나 광고글들이 많은 것으로 나타났다.[7]
- 거짓 정보, 시간이 오래 되어 쓸모 없게 된 정보 또는 광고를 질문자조차도 삭제 할 수 없어서 올바른 지식을 전달하려는 사이트 개설 취지에 어긋나는 문제가 있다.
- 복권 번호를 묻는 등 일반 지식과 무관한 글들이 난무한다는 단점이 있다.
- 쿠팡파트너스, 광고, 매크로 답변 등 답변달 생각이 없고 그저 광고하는 글이 전체의 80%에 달한다. 절대신이 되면 인터뷰를 할 수 있고 본인이 답변한 책자 같은것을 받을수 있다 다만 이건 절대신 되고나서 바로 인터뷰를 할 수 있는 것이 아니고 책자도 절대신이 되고나서 직접확인하고 전해주는 것이라 언제 받을지는 미지수이다.

## 서비스
- 지식Q&A: 어떤 사용자가 자신이 알고싶어 하는 지식이나 정보를 물어 보는 장소이다.
- 쥬니버Q&A: 주로 만 14세 미만 사용자가 질문하고 답변하는 곳이다.(질문은 만 14세 미만 사용자만 가능, 답변은 아무나 가능하다.)
- SMS Q&A (폐지): 휴대폰문자, 모바일웹을 통해 어떤 사용자가 자신이 알고싶어 하는 지식이나 정보를 물어 보는 장소로, 정보이용료는 무료이다.
- 고민Q&A : 개인 사용자가 자신의 고민, 사적인 이야기에 대한 충고나 이야기를 들을 수 있는 장소이다.
- 지역Q&A: 한 지역의 궁금한 점, 특히 지역별 특수한 정보에 대해서 질문을 할 수 있는 곳이다.
- 오픈백과: 사용자 자신이 알고 있는 분야에 대해 사전 형식으로 직접 저술하여 올릴 수 있는 서비스이다. 혼자서 쓸 수도 있고, 릴레이 형식으로 개설하여 여러 사람의 지식을 모을 수도 있다. 또한, 자신이 지식Q&A에서 답변한 내용을 올릴 수도 있다.
- 오픈국어: 일반적인 국어사전과는 달리, 최근에 자주 사용되는 유행어, 신조어, 사투리, 전문용어 등을 등록하는 사전이다.

- 지식iN eXpert: 이용자가 1:1 채팅을 통해 각 분야 전문가와 실시간으로 상담을 나눌 수 있는 지식 플랫폼